# Мале Ребрце
Мале Ребрце (словен. Male Rebrce) — поселення в общині Іванчна Гориця, Осреднєсловенський регіон, Словенія. Висота над рівнем моря: 266,3 м.